# Enguera
Enguera – miasto w Hiszpanii, we wspólnocie autonomicznej Walencja, w prowincji Walencja. W 2009 liczyło 5902 mieszkańców.